# Knickerbocker Club

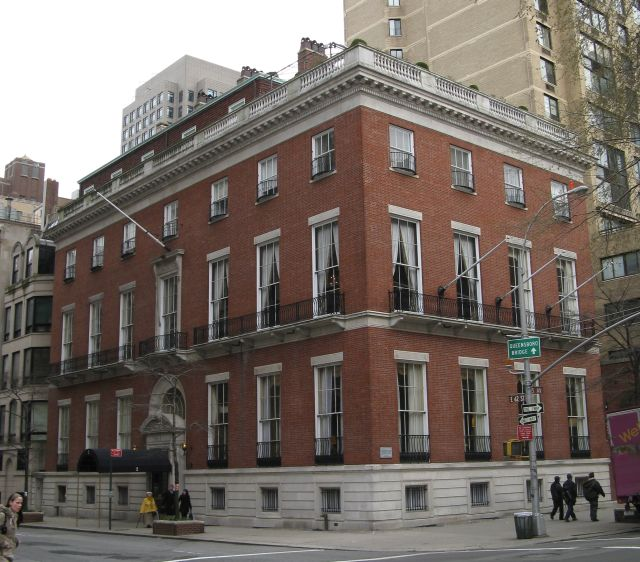
La sede del club en 2008

El Knickerbocker Club (conocido informalmente como The Knick) es un club de caballeros de Nueva York fundado en 1871. Se considera el club más exclusivo de Estados Unidos y uno de los clubes de caballeros más aristocráticos del mundo.
El término "Knickerbocker", en parte debido al uso por parte del escritor Washington Irving del seudónimo Diedrich Knickerbocker, era sinónimo de un patricio de Nueva York, comparable a un "brahmán de Boston".

## Historia

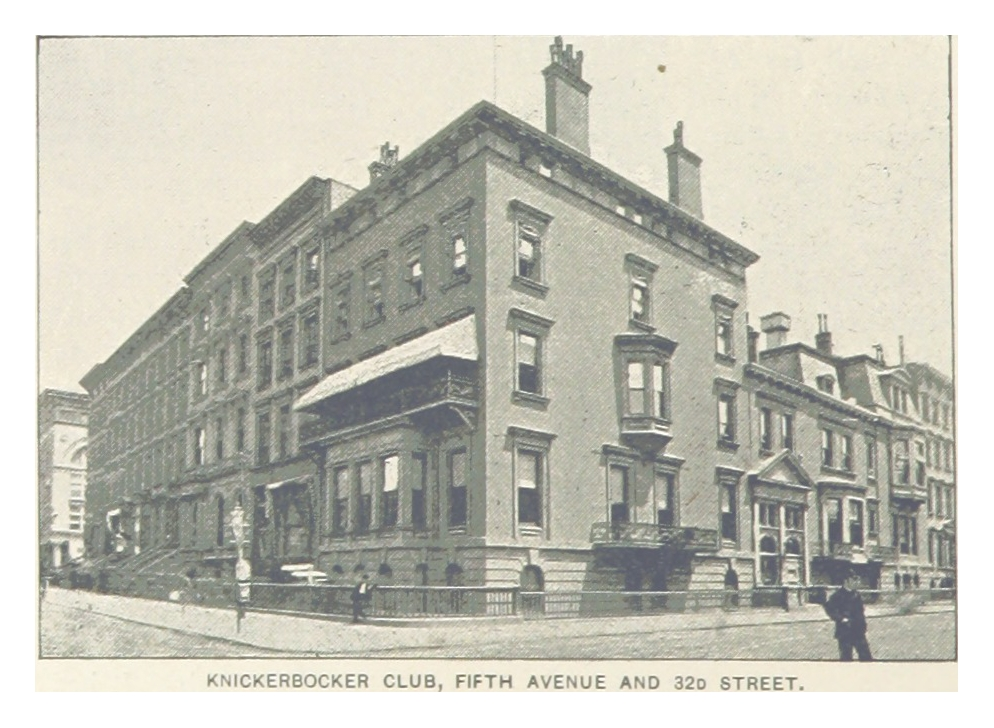
La casa club de 1882, ubicada sobre la Quinta Avenida y la calle 32.

El Knickerbocker Club fue fundado en 1871 por miembros del Union Club de Nueva York a quienes les preocupaba que los estándares de admisión del club hubieran caído. En la década de 1950, la membresía de los clubes sociales urbanos estaba disminuyendo, en gran parte debido al traslado de familias ricas a los suburbios. En 1959, el Knickerbocker Club consideró volver a unirse al Union Club, fusionando a sus 550 miembros con los 900 hombres del Union Club, pero el plan nunca llegó a buen término.
La actual casa club de los Knick, una estructura neogeorgiana ubicada en el número 2 de East 62nd Street, la cual fue encargada en 1913 y se completó en 1915, en el sitio de la antigua mansión de Josephine Schmid, una viuda adinerada. Fue diseñado por William Adams Delano y Chester Holmes Aldrich, y ha sido designado como un hito histórico de la ciudad.